# Championnat du Pérou de football 1966
Navigation
Saison précédente Saison suivante
La saison 1966 du Championnat du Pérou de football est la trente-huitième édition du championnat de première division au Pérou. Les quatorze clubs participants sont regroupés au sein d'une poule unique où ils s'affrontent deux fois au cours de la saison, à domicile et à l'extérieur. À la fin de la saison, le dernier du classement ainsi que les trois moins bonnes équipes de province sont reléguées et remplacées par le champion de Segunda Division et trois équipes qualifiées via la Copa Perú.
C'est le club de l'Universitario de Deportes qui remporte la compétition après avoir terminé en tête du classement final du championnat, avec six points d'avance sur Sport Boys et huit sur le tenant du titre, l'Alianza Lima. C'est le 11e titre de champion du Pérou de l'histoire du club. 
Cette édition 1966 est la première à se dérouler avec des équipes de province (hors Lima et Callao). Pour cette saison inaugurale, quatre clubs sont invités par la Fédération péruvienne à intégrer l'élite mais à partir de la saison prochaine, c'est la Copa Perú (un tournoi opposant les 24 champions régionaux du pays) qui détermine les trois qualifiés.

## Les clubs participants
| - Alianza Lima - Sport Boys - Defensor Arica - Universitario de Deportes - Mariscal Sucre - Promu de Segunda Division - Alfonso Ugarte de Chiclín - Invité par la Fédération - FBC Melgar - Invité par la Fédération | - Carlos Concha - Club Centro Deportivo Municipal - Sporting Cristal - Centro Iqueño - Defensor Lima - Miguel Grau - Invité par la Fédération - Octavio Espinosa - Invité par la Fédération |

## Compétition
Le barème utilisé pour établir le classement est le suivant :
- Victoire : 2 points
- Match nul : 1 point
- Défaite, forfait ou abandon : 0 point

### Classement
| Rang | Équipe                          | Pts | J  | G  | N | P  | Bp | Bc | Diff |
| ---- | ------------------------------- | --- | -- | -- | - | -- | -- | -- | ---- |
| 1    | Universitario de Deportes       | 41  | 26 | 19 | 3 | 4  | 65 | 27 | +38  |
| 2    | Sport Boys                      | 35  | 26 | 15 | 5 | 6  | 43 | 19 | +24  |
| 3    | Alianza Lima (T)                | 33  | 26 | 14 | 5 | 7  | 58 | 34 | +24  |
| 4    | Sporting Cristal                | 30  | 26 | 12 | 6 | 8  | 36 | 25 | +11  |
| 5    | Centro Iqueño                   | 30  | 26 | 13 | 4 | 9  | 31 | 27 | +4   |
| 6    | Atlético Grau                   | 29  | 26 | 10 | 9 | 7  | 36 | 32 | +4   |
| 7    | Defensor Lima                   | 28  | 26 | 10 | 8 | 8  | 49 | 36 | +13  |
| 8    | FBC Melgar                      | 28  | 26 | 12 | 4 | 10 | 41 | 32 | +9   |
| 9    | Defensor Arica                  | 28  | 26 | 10 | 8 | 8  | 31 | 25 | +6   |
| 10   | Mariscal Sucre (P)              | 21  | 26 | 7  | 7 | 12 | 30 | 40 | -10  |
| 11   | Club Centro Deportivo Municipal | 21  | 26 | 9  | 3 | 14 | 41 | 54 | -13  |
| 12   | Alfonso Ugarte de Chiclín       | 17  | 26 | 7  | 3 | 16 | 28 | 60 | -32  |
| 13   | Octavio Espinosa                | 12  | 26 | 3  | 6 | 17 | 24 | 52 | -28  |
| 14   | Carlos Concha                   | 11  | 26 | 4  | 3 | 19 | 29 | 79 | -50  |

|  | Qualification pour la Copa Libertadores 1967                                               |
|  | Participation au tournoi de promotion-relégation Copa Perú                                 |
|  | Relégation directe en Segunda División                                                     |
|  | (T) : Tenant du titre (P) : Promu de Segunda Division En italique : Formations de province |

### Copa Perú
Les six meilleures équipes régionales se retrouvent pour le tournoi final, disputé à Lima, du 14 au 28 mai 1967, avant le démarrage de la saison 1967 de Primera Division. Les trois premiers du classement sont promus.
| Rang | Équipe                    | Pts | J | G | N | P | Bp | Bc | Diff |
| ---- | ------------------------- | --- | - | - | - | - | -- | -- | ---- |
| 1    | Alfonso Ugarte de Chiclín | 8   | 5 | 4 | 0 | 1 | 10 | 5  | +5   |
| 2    | Octavio Espinosa          | 7   | 5 | 3 | 1 | 1 | 10 | 6  | +4   |
| 3    | Juan Aurich               | 7   | 5 | 3 | 1 | 1 | 8  | 6  | +2   |
| 4    | FBC Melgar                | 5   | 5 | 2 | 1 | 2 | 10 | 3  | +7   |
| 5    | Colegio Nacional Iquitos  | 2   | 5 | 0 | 2 | 3 | 6  | 17 | -11  |
| 6    | Cienciano del Cusco       | 1   | 5 | 0 | 1 | 4 | 4  | 11 | -7   |

|  | Promotion en Primera Division 1967 |

## Bilan de la saison
| Championnat du Pérou de football 1966 |                                                                            |
| Champion                              | Universitario de Deportes (11e titre)                                      |
| Qualifications continentales          |                                                                            |
| Copa Libertadores 1967                | Universitario de Deportes                                                  |
| Copa Libertadores 1967                | Sport Boys                                                                 |
| Promotions et relégations             |                                                                            |
| Promus en Primera División            | Porvenir Miraflores Alfonso Ugarte de Chiclín Juan Aurich Octavio Espinosa |
| Relégués en Segunda División          | Carlos Concha Alfonso Ugarte de Chiclín FBC Melgar Octavio Espinosa        |